# Lewis & Lewis
Lewis & Lewis war ein britischer Hersteller von Automobilen.

## Unternehmensgeschichte
Das Unternehmen aus dem Londoner Stadtteil Fulham begann 1900 mit der Produktion von Automobilen. Der Markenname lautete Diana. Im gleichen Jahr endete die Produktion.

## Fahrzeuge
Im Angebot stand eine Voiturette. Die offene Karosserie bot Platz für drei Personen. Der Motor leistete 5 PS. Der Neupreis betrug 165 Guinee.